# Abschiebung (Recht)
Die Zwangsmaßnahme der Abschiebung (in der Schweiz auch: Ausschaffung und Rückschaffung; im EU-Recht auch: Rückführung) ist die Vollstreckung der Ausreisepflicht einer Person, die nicht die Staatsangehörigkeit des Landes besitzt, aus dem sie abgeschoben werden soll. Sie erfolgt als Realakt durch staatliche Behörden in der Regel in das Herkunftsland der Person oder in ein Drittland.
Begrifflich von der Abschiebung zu trennen ist die Zurückweisung an einer Grenze, weil die Einreisevoraussetzungen (z. B. das erforderliche Visum) fehlen, ebenfalls die Zurückschiebung nach einer erfolgten Einreise, weil sie unerlaubt war: sie wird in der Regel innerhalb von sechs Monaten durchgeführt.

## Deutschland

### Rechtslage
Juristisch bedeuten Abschiebung und Rückführung dasselbe. Das deutsche Ausländerrecht verwendet die Bezeichnung Abschiebung, das Europarecht vorwiegend die Bezeichnung Rückführung. Das Wort Abschiebung ist negativ konnotiert; das Wort Rückführung wird hingegen teils als beschönigend oder als Euphemismus betrachtet.
In der Umgangssprache und in den Medien werden die Bezeichnungen Ausweisung und Abschiebung oft synonym verwendet. Diese haben jedoch unterschiedliche Bedeutungen.
- Die Ausweisung ist ein ausländerrechtlicher Verwaltungsakt nach dem Aufenthaltsgesetz (AufenthG), der die Rechtmäßigkeit eines Aufenthalts beendet, eine ggf. vorhandene Aufenthaltserlaubnis zum Erlöschen bringt (§ 51 Abs. 1 Nr. 5 AufenthG) und somit zur Ausreisepflicht führt. Darüber hinaus ist mit einer Ausweisung auch eine Sperrwirkung verbunden. Einem ausgewiesenen Ausländer darf auch bei Vorliegen eines Anspruchs keine Aufenthaltserlaubnis mehr erteilt werden (Ausnahme: humanitäres Aufenthaltsrecht nach § 25 Abs. 5 AufenthG); es besteht ein absolutes Wiedereinreiseverbot, das auch kurzfristige Aufenthalte, z. B. in der Transitzone eines Flughafens oder kurze Besuchsaufenthalte bei Verwandten, ausschließt. Ein Ausländer, dessen Aufenthalt die öffentliche Sicherheit und Ordnung, die freiheitliche demokratische Grundordnung oder sonstige erhebliche Interessen der Bundesrepublik Deutschland gefährdet, wird ausgewiesen, wenn die unter Berücksichtigung aller Umstände des Einzelfalles vorzunehmende Abwägung der Interessen an der Ausreise (siehe hierzu das Ausweisungsinteresse gemäß § 54 AufenthG) mit den Interessen an einem weiteren Verbleib des Ausländers im Bundesgebiet (siehe hierzu das Bleibeinteresse in § 55 AufenthG) ergibt, dass das öffentliche Interesse an der Ausreise überwiegt (§ 53 Abs. 1 AufenthG). Zu beachten sind spezielle Schutzvorschriften nach EU-Recht bzw. Assoziationsrecht (insbesondere für EWR-Bürger und türkische Staatsangehörige). Die Sperrwirkung des Aufenthalts- und Wiedereinreiseverbots tritt im Falle der Ausweisung bereits mit der Bekanntgabe der Ausweisungsverfügung ein; sie bleibt auch dann bestehen, wenn der Betroffene der Ausweisung freiwillig nachkommt.
- Die Abschiebung ist dagegen ein Zwangsmittel im Rahmen des Verwaltungszwangs, mit dem der unrechtmäßige Aufenthalt des Ausländers beendet wird. Abgeschoben werden kann, wenn die Ausreisepflicht vollziehbar ist (§ 58 AufenthG) und eine freiwillige Ausreise nicht erfolgt. Worauf die Vollziehbarkeit der Ausreisepflicht beruht (Ausweisungsverfügung der Ausländerbehörde, bloßer Ablauf der Geltungsdauer der Aufenthaltserlaubnis, unerlaubte Einreise ohne Aufenthaltstitel), ist grundsätzlich unerheblich. Weder folgt daher nach einer Ausweisungsverfügung zwingend die Abschiebung (nämlich dann nicht, wenn der Ausgewiesene freiwillig ausreist), noch verlangt eine Abschiebung zwingend die vorherige Ausweisung; eine Abschiebung kommt bereits nach bloßem Ablauf der Geltungsdauer der Aufenthaltserlaubnis in Betracht, wenn der Betroffene nicht freiwillig ausreist und keinen Verlängerungsantrag gestellt hat. Im Unterschied zur Ausweisung tritt die Sperrwirkung des absoluten Wiedereinreise- und Aufenthaltsverbots bei Nichtausgewiesenen erst mit der Abschiebung ein; die bloße Abschiebungsandrohung oder Abschiebungsanordnung löst es noch nicht aus. Wer also, ohne ausgewiesen zu sein, sein Aufenthaltsrecht verloren hat, kann durch freiwillige Ausreise ein Wiedereinreiseverbot abwenden; kommt es zur zwangsweisen Abschiebung, hat das dieselben nachteiligen Folgen wie eine Ausweisungsverfügung.

Ist die Frist zur freiwilligen Ausreise abgelaufen und liegen keine Abschiebungshindernisse vor (vgl. § 60a Abs. 2 S. 1 und 2 AufenthG), kann die Behörde den Verbleib des Ausländers im Ermessenswege weiter dulden, „wenn dringende humanitäre oder persönliche Gründe oder erhebliche öffentliche Interessen seine vorübergehende weitere Anwesenheit im Bundesgebiet erfordern“ (§ 60a Abs. 2 S. 3 AufenthG), oder hat den Ausländer abzuschieben. Zur Sicherung der Abschiebung kann Abschiebungshaft angeordnet werden, deren Voraussetzungen in § 62 AufenthG festgelegt sind. Abschiebungshaft ist anzuordnen wenn
1. Fluchtgefahr besteht,
2. der Ausländer auf Grund einer unerlaubten Einreise vollziehbar ausreisepflichtig ist oder
3. eine Abschiebungsanordnung nach § 58a ergangen ist, diese aber nicht unmittelbar vollzogen werden kann.

Fluchtgefahr wird gemäß Abs. 3a widerleglich vermutet. Der Abs. 3b liefert konkrete Anhaltspunkte für Fluchtgefahr.
Die Sicherungshaft bedarf der richterlichen Anordnung, muss verhältnismäßig sein, kann bis zu sechs Monate andauern. Sie kann in Fällen, in denen die Abschiebung aus von dem Ausländer zu vertretenden Gründen nicht vollzogen werden kann, um höchstens zwölf Monate verlängert werden. Die Gesamtdauer der Sicherungshaft darf 18 Monate nicht überschreiten.
Für eine geplante Festnahme zum Zwecke der Abschiebungshaft benötigt die Behörde vorab einen richterlichen Beschluss. Im Falle einer zufälligen Festnahme (Spontanfestnahme) ist ein richterlicher Beschluss unverzüglich nachträglich durch die Behörde zu erwirken. Spätestens während der Haft müssen die erforderlichen Voraussetzungen zur Durchführung der Abschiebung geschaffen werden (Beschaffung der nötigen Reisedokumente und ggf. Zustimmung des Herkunftsstaates zur Rücknahme, Buchung eines Flugs), wobei die Behörde zur Wahrung der Verhältnismäßigkeit der Freiheitsentziehung besonders zügig zu arbeiten hat (Beschleunigungsgebot).
Mit der Abschiebung und/oder Ausweisung entsteht ein Aufenthalts- und Wiedereinreiseverbot, das entweder schon in der Ausweisungsverfügung, spätestens jedoch unmittelbar vor der Abschiebung zu befristen ist (§ 11 Abs. 2 AufenthG). Die Behörden verlangen oft, die Kosten einer Abschiebung vor einer Wiedereinreise zu bezahlen. In bestimmten Fällen (illegale Beschäftigung, illegale Einreise) kann auch der Arbeitgeber oder die Fluggesellschaft verpflichtet werden, die Kosten der Abschiebung zu tragen.

### Änderung des deutschen Ausweisungs- und Abschiebungsrechts
Die durch Gesetz vom 19. August 2007 (BGBl. I S. 1970) in den § 5 Abs. 4, § 54 Nr. 5 und 5 a AufenthG (zuvor seit 1. Januar 2002 § 8 Abs. 1 Nr. 5 Ausländergesetz) eingefügten zusätzlichen Aufenthaltserlaubnisversagungs- und Ausweisungsgründe beruhen auf den nach dem früheren Bundesinnenminister Otto Schily scherzhaft „Otto-Katalog“ benannten Anti-Terror-Maßnahmen. Danach reicht der begründete Verdacht auf Mitgliedschaft oder Unterstützung einer den Terrorismus unterstützenden im In- oder Ausland tätigen Gruppierung aus, um eine Aufenthaltserlaubnis zu verweigern oder eine Ausweisung zu verfügen.
An diese Gesetzesnovelle richteten sich große Erwartungen, gewalttätige Islamisten künftig leichter abschieben zu können. Diese haben sich nicht erfüllt. Denn der Vorwurf der Terrorismus-Unterstützung muss, um vor Gericht Bestand zu haben, zweifelsfrei nachgewiesen werden. Das ist aber oft nicht möglich, weil die Betroffenen entweder konspirativ agieren oder sich in einem Umfeld bewegen, das für die Behörden nur schwer zu erschließen ist (z. B. Hassprediger in einer Moschee, in der türkisch oder arabisch gesprochen wird).
Verfahrensrechtlich soll eine neue Abschiebungsanordnung ein schnelleres Verbringen von terroristischen Gewalttätern ermöglichen. Nach dem schon am 1. Januar 2005 in Kraft getretenen § 58aAufenthG kann die jeweilige oberste Landesbehörde (Innenministerium, Innensenator) gegen einen Ausländer auf Grund einer auf Tatsachen gestützten Prognose zur Abwehr einer besonderen Gefahr für die Sicherheit der Bundesrepublik Deutschland oder einer terroristischen Gefahr auch ohne vorhergehende Ausweisung eine Abschiebungsanordnung erlassen. Die Abschiebungsanordnung ist sofort vollziehbar; einer Abschiebungsandrohung bedarf es nicht. Das Bundesinnenministerium kann das Verfahren einleiten, wenn ein besonderes Interesse des Bundes besteht (§ 58a Abs. 2 AufenthG). Ein Antrag auf Gewährung vorläufigen Rechtsschutzes nach der Verwaltungsgerichtsordnung ist innerhalb von sieben Tagen nach Bekanntgabe der Abschiebungsanordnung beim Bundesverwaltungsgericht zu stellen (§ 50 Abs. 1 Nr. 3 VwGO). Bis zum Ablauf der Frist und im Falle der rechtzeitigen Antragstellung bis zur Entscheidung des Gerichts über den Antrag auf vorläufigen Rechtsschutz darf die Abschiebung nicht vollzogen werden (§ 58a Abs. 4 AufenthG). Die Abschiebung darf auch nicht vollzogen werden, wenn die Voraussetzungen für ein Abschiebungsverbot nach § 60 Abs. 1 bis 8 AufenthG gegeben sind (§ 58a Abs. 3 AufenthG).
Auch diese Vorschrift ist lange Zeit bedeutungslos geblieben. Rechtsprechung des Bundesverwaltungsgerichts zu § 58 a AufenthG, in der sich das Gericht mit den materiellen Voraussetzungen befassen musste, erging über 10 Jahre nicht. Erst im Jahr 2017 entschied das Bundesverwaltungsgericht über die ersten Abschiebungsanordnungen nach § 58 a AufenthG in der Sache.
Im Juli 2017 wurde das Gesetz zur besseren Durchsetzung der Ausreisepflicht erlassen (BGBl. I S. 2780), das die Abschiebung abgelehnter Asylbewerber erleichtern soll und die Regeln für sogenannte Gefährder verschärft. Der Entwurf sieht u. a. vor, dass Gefährder leichter in Abschiebehaft genommen werden können.
Im Januar 2024 verabschiedete der Bundestag das Rückführungsverbesserungsgesetz, um Abschiebungen zu erleichtern. Unter anderem erhielt die Polizei mehr Durchsuchungsmöglichkeiten und die Höchstdauer des Ausreisegewahrsams wurde von zehn auf 28 Tage verlängert.

### Abschiebungsverfahren

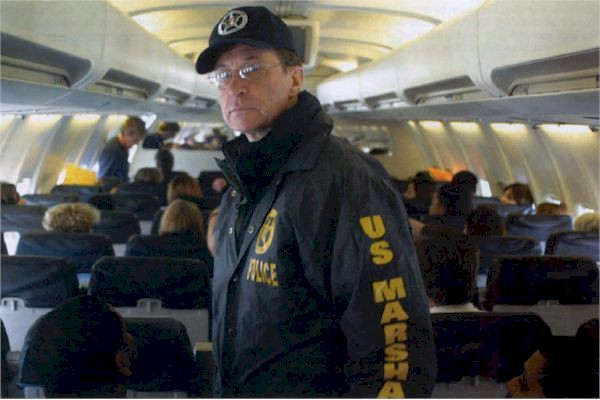
Viele Abschiebungen werden per Flugzeug durchgeführt (hier ein Gefangenentransport des JPATSs USMS)

Die Zuständigkeit für die Abschiebung liegt bei mehreren Behörden. Für den Erlass der Abschiebungsandrohung und für die Durchführung der Abschiebung sind grundsätzlich die Ausländerbehörden der Bundesländer zuständig (§ 71 Abs. 1 AufenthG). Eine Ausnahme besteht im Falle der Durchführung eines Asylverfahrens. Hier erlässt im Falle einer Antragsablehnung bereits das Bundesamt für Migration und Flüchtlinge (BAMF) die Abschiebungsandrohung (§ 34 AsylG). Für den Vollzug der Abschiebung sind jedoch wieder die Ausländerbehörden der Länder zuständig (§ 40 AsylG). Die Abschiebung ist grundsätzlich zuvor schriftlich anzudrohen (§ 59 AufenthG). Dem Betroffenen ist eine Frist zur freiwilligen Ausreise zu setzen. In der Regel ergeht die Abschiebungsandrohung zusammen mit dem Verwaltungsakt, mit dem das Aufenthaltsrecht erlischt.
In den Ländern, in denen es Ausreiseeinrichtungen gibt, können die Ausländerbehörden die Wohnsitznahme in einer Ausreiseeinrichtung anordnen, wenn der Betroffene Angaben zu seiner Person oder die Mitwirkung bei der Beschaffung von Rückreisepapieren verweigert (§ 61 Abs. 2 AufenthG).
Ist bei der beabsichtigten Abschiebung mit Widerstand durch den Abzuschiebenden zu rechnen, kann sich die Ausländerbehörde der Unterstützung der Polizei im Rahmen der Vollzugshilfe bedienen. Die eigentliche Rückführung des Ausländers in sein Heimatland obliegt den mit der polizeilichen Kontrolle des grenzüberschreitenden Verkehrs zuständigen Behörden (§ 71 Abs. 3 Nr. 1 AufenthG), also in der Regel der Bundespolizei. Für die Vorbereitung und Sicherung der Abschiebung, soweit es um die Festnahme und Beantragung der Haft im Rahmen einer beabsichtigten Abschiebung geht, sind auch die Polizeien der Länder zuständig (§ 71 Abs. 5 AufenthG).
Sofern der Abzuschiebende krank oder in Behandlung ist oder ein Attest vorliegt, wird er ärztlich untersucht. Dabei wird festgestellt, ob der Transport zu Gesundheitsschäden führen kann und ob die Reisefähigkeit zum Beispiel durch eine Begleitperson hergestellt werden kann. Ärzte sehen sich in ihrer Rolle bei der ärztlichen Untersuchung vor der Abschiebung allerdings teils in einem ärztlich-ethischen Konflikt.
Für die Abschiebung werden normalerweise Linienflugzeuge verwendet. Dabei werden die Ausländer durch Vollzugskräfte der Bundespolizei von der Ausländerbehörde oder der Landespolizei übernommen und in das Luftfahrzeug verbracht. Falls nichtkooperatives oder gewalttätiges Verhalten erwartet wird oder wenn eine Abschiebung bereits einmal gescheitert ist, kann eine Begleitung des Ausländers durch Polizeivollzugsbeamte der Bundespolizei erfolgen. Dadurch soll auch verhindert werden, dass Ausländer durch ihr Verhalten Piloten zur Ablehnung des Transports bewegen. Vorzugsweise werden im Flugzeug Straftäter von Nichtstraftätern und insbesondere von Familien mit Kindern getrennt. Immer wieder werden zwecks Sammelabschiebungen auch Flugzeuge nur für abzuschiebende Personen gechartert. Im Frühjahr 2024 riefen UNO-Menschenrechtsexperten und -expertinnen Fluggesellschaften und Luftfahrtbehörden auf, sich nicht an UK-Ruanda-Programmen zu beteiligen.
Unter besonderen Bedingungen kann von der ausführenden Behörde auch auf die Durchführung einer Abschiebung im Einzelfall und im Ermessenswege verzichtet werden (sogenannte Ermessensduldung). Hiervon zu unterscheiden ist ein sogenannter Abschiebungsstopp, der in der Regel auf einer Entscheidung eines Landesministeriums beruht und den ausführenden Ausländerbehörden die Abschiebung bestimmter Gruppen von Ausländern vorübergehend verbietet.

### Abschiebungsbesonderheiten bei staatenlosen Personen und Personen mit ungeklärter Staatsangehörigkeit
Das Aufenthaltsgesetz (und damit die Aufenthaltserlaubnispflicht) gilt für alle Personen, die nicht Deutsche i. S. d. Art. 116 Abs. 1 GG sind (§ 2 Abs. 1 AufenthG), somit auch für Staatenlose und Personen, deren Staatsangehörigkeit ungeklärt ist. Was für jeden Ausländer gilt, gilt auch für Staatenlose: Völkerrechtlich besteht nur eine Verpflichtung, die eigenen Staatsangehörigen zurückzunehmen. Bei Staatenlosen oder Personen mit ungeklärter Staatsangehörigkeit ist daher eine Abschiebung mangels aufnahmebereiten Staates in aller Regel nicht möglich. Wie viele Asylbewerber keinen Pass vorlegen (können), wird nicht offiziell erfasst. Der private Verein „Pro Asyl“ ist der Meinung, dies sei „die große Mehrheit“. Laut Wilfred Burghardt, dem Vorsitzenden der Bund-Länder-Arbeitsgruppe Rückführung, geben mehr als 80 Prozent der eingereisten Asylbewerber an, keine Pässe oder sonstige Dokumente zu haben. „Viele haben Ausweis, Geburtsurkunde und andere identifizierende Dokumente verloren, vor der Einreise nach Deutschland vernichtet oder sie werden den deutschen Behörden nicht vorgelegt.“
Vor Beginn der Abschiebung muss die Staatsangehörigkeit entweder über den Nationalpass geklärt sein oder es muss eine Zustimmung des Zielstaates vorliegen, die Person aufzunehmen. Sowohl die Europäische Union als auch die Bundesrepublik Deutschland haben mit zahlreichen Staaten Rückführungsabkommen geschlossen, in denen sich diese Staaten verpflichten, die eigenen Staatsbürger zurückzunehmen. Der Rückübernahmezusicherung geht eine Prüfung des Zielstaates über seine Rückübernahmepflicht voraus; auch hier wird die Staatsangehörigkeit des Abzuschiebenden vor der Abschiebung geklärt.
Völkerrechtlich ist es unzulässig, sich der Rückübernahmeverpflichtung dadurch zu entledigen, die betroffene Person im Ausland auszubürgern. Die Ausbürgerung mag nach dem innerstaatlichen Recht des betroffenen Staates wirksam sein; völkerrechtlich besteht gegenüber dem fremden Staat, in dem sich der Ausgebürgerte befindet, jedoch die Pflicht fort, den ehemaligen Staatsangehörigen wieder bei sich aufzunehmen.
Auch im Übrigen – bei fortbestehender Staatsangehörigkeit – verpflichtet das Völkerrecht, die eigenen Staatsangehörigen aufzunehmen und Überstellungen zu ermöglichen. Einige Staaten verstoßen hiergegen (z. B. Iran, der grundsätzlich keinen Nationalpass ausstellt, wenn der Betroffene erklärt, er wolle Deutschland nicht verlassen). Manche Staaten sind bei der Feststellung der Staatsangehörigkeit nicht kooperativ und machen die Ausstellung eines Nationalpasses von nahezu unerfüllbaren Voraussetzungen abhängig. Hierzu gehören Staaten, die ein eigenes Interesse am Verbleib ihrer Staatsangehörigen haben. Dies zum Beispiel, weil diese ihre in der Heimat lebenden Angehörigen mit Überweisungen in Devisen (US-Dollar, Euro) unterstützen – wovon letztlich auch der Zielstaat profitiert. In anderen Fällen sind die abgewiesenen Personen Gegner des herrschenden Regimes – deren Einreise möchte der Staat nach Möglichkeit verhindern.
Ist eine Abschiebung wegen ungeklärter Staatsangehörigkeit oder wegen Fehlens eines Nationalpasses nicht möglich, liegt ein tatsächliches Abschiebungshindernis vor. Der Betroffene erhält dann zunächst eine Duldung (§ 60a Abs. 2 AufenthG), seine Abschiebung ist damit ausgesetzt. Die bestehende Ausreisepflicht bleibt davon unberührt (§ 60a Abs. 3 AufenthG); der Aufenthalt bleibt weiterhin nicht rechtmäßig. Nicht rechtmäßige Aufenthaltszeiten werden später nicht auf Aufenthaltsrechte, die von einer Mindestaufenthaltsdauer abhängen (z. B. die Niederlassungserlaubnis oder die Einbürgerung), angerechnet. Geduldete Personen sind auch oft von Leistungsansprüchen (z. B. nach dem SGB II) ausgeschlossen. Ist der fortbestehende Aufenthalt unverschuldet (z. B. weil der Betroffene alles von seiner Seite aus Mögliche unternommen hat, das Abschiebungshindernis zu beseitigen – dazu gehört, einen Nationalpass bei der für ihn in Betracht kommenden Auslandsvertretung zu beantragen), kann er nach 18-monatiger Duldung eine Aufenthaltserlaubnis aus humanitären Gründen erhalten (§ 25 Abs. 5 AufenthG). Erst dann wird sein Aufenthalt rechtmäßig und eine Abschiebung kommt für die Gültigkeitsdauer dieser Aufenthaltserlaubnis nicht mehr in Betracht.

### Abschiebung von Ausländern, die schon in einem anderen Mitgliedstaat der Europäischen Union ein Schutzgesuch gestellt haben
Besonderheiten bestehen bei Asylbewerbern, die schon in einem anderen Mitgliedstaat der EU einen Antrag auf Aufnahme gestellt haben. Diesen Personen wird das Asylverfahren in Deutschland in der Regel verweigert. Sie werden dann in den Staat abgeschoben, in dem sie zuerst Aufnahme gefunden haben (§ 27 und § 34a AsylG). Dieser sichere Drittstaat muss das Asylverfahren durchführen und sie aufnehmen. Die Verfahrensweise beruht auf dem Dubliner Übereinkommen (DÜ).
Jeder Mitgliedstaat des DÜs hat aber – ungeachtet seiner völkerrechtlich nicht bestehenden Verpflichtung – die Möglichkeit, das Asylverfahren auf freiwilliger Grundlage durchzuführen. Art. 3 Abs. 2 der Verordnung (EG) Nr. 343/2003 bietet hierzu ein Selbsteintrittsrecht. Wegen der unsicheren Aufnahmesituation von Flüchtlingen in Griechenland macht das Bundesamt für Migration und Flüchtlinge von dieser Möglichkeit zunächst bis 12. Januar 2012 befristet bei allen Flüchtlingen Gebrauch, die nach Griechenland überstellt werden müssten. Dadurch hat sich ein Rechtsstreit vor dem Bundesverfassungsgericht erledigt.

### Abschiebungsbesonderheiten nach Anklage oder bei laufendem Strafverfahren
Bei Personen, gegen die eine öffentliche Klage erhoben oder ein Strafverfahren eingeleitet wurde, hat die Staatsanwaltschaft zu entscheiden, ob im Einzelfall dem Straf- oder dem Abschiebungsverfahren der Vorzug zu gewähren ist. Die Staatsanwaltschaft entscheidet hierüber in der Regel im Einvernehmen mit dem Gericht. Das – bis auf bestimmte Ausnahmen bis Ende des Strafverfahrens geltende – Erfordernis des Einvernehmens der Staatsanwaltschaft dient der Wahrnehmung des staatlichen Strafverfolgungsinteresses.
Die für Strafverfahren zuständigen Stellen haben die Pflicht, die zuständige Ausländerbehörde aufgrund von § 87 Abs. 4 S. 1 AufenthG und Nr. 42 Abs. 1 der Anordnung über Mitteilungen in Strafsachen (MiStra) unverzüglich über die Einleitung bzw. die Durchführung diesbezüglicher Strafverfahren zu unterrichten.
Nach Ende eines Strafverfahrens kann die Vollstreckungsbehörde nach § 456a Abs. 1 StPO von der Vollstreckung einer Freiheitsstrafe, einer Ersatzfreiheitsstrafe oder einer Maßregel der Besserung und Sicherung absehen, wenn der Verurteilte abgeschoben werden soll.

### Zahl der Ausreisepflichtigen und Abschiebungen aus Deutschland

Entwicklung von Abschiebungen im Kontext zurückgegangener Asylbewerberzahlen und Asylanerkennung

Am 30. Juni 2019 lag die Zahl der ausreisepflichtigen Personen laut dem Zentrum zur Unterstützung der Rückkehr (ZUR) bei 246.737 Personen, ein Jahr zuvor waren 234.603 Personen ausreisepflichtig.
Die größten Gruppen ausreisepflichtiger Ausländer stammen der ZUR zufolge aus Afghanistan (20.921), dem Irak (18.457) und Serbien (12.659).
Wurden im ersten Halbjahr 2019 insgesamt 11.496 Personen abgeschoben, waren es im Vorjahreszeitraum 12.266 Abgeschobene.

### Zahl der Abschiebungen nach Deutschland
Das Innenministerium registriert jährlich Hunderte Abschiebungen Deutscher aus dem Ausland (2014: 306; 2013: 336; 2012: 363), wobei nur diejenigen Fälle mitgezählt werden, in denen die Bundespolizei involviert wurde. Aus den Vereinigten Staaten wurden im Jahr 2010 insgesamt 220 Deutsche abgeschoben, was einen Höchststand seit Beginn der Aufzeichnung dort im Jahr 2001 darstellte. In Deutschland haben die Rückkehrer ggf. Anspruch auf Teilnahme an Integrationskursen und auf öffentliche Unterstützung.
Nach Schätzungen aus Ausländerbehörden von Anfang 2019 reiste mehr als ein Drittel der aus Deutschland abgeschobenen Personen anschließend wieder nach Deutschland ein. Das Innenministerium kommentierte, dass es zu diesen Wiedereinreisen keine statistischen Daten gebe und man so keine belastbaren Angaben machen könne.
Die Zahl der Abschiebungen im Jahr erreichte 2016 die Zahl von 25.375, fiel bis 2010 auf 10.800 ab und stieg in den Folgejahren wieder an. Laut der Antwort der Bundesregierung auf eine Kleine Anfrage der Linken im Bundestag wurden in den ersten drei Monaten des Jahres 2025 insgesamt 6.151 Menschen aus Deutschland abgeschoben – mehr als im Durchschnitt pro Quartal in den vergangenen beiden Jahren.

### Kritik

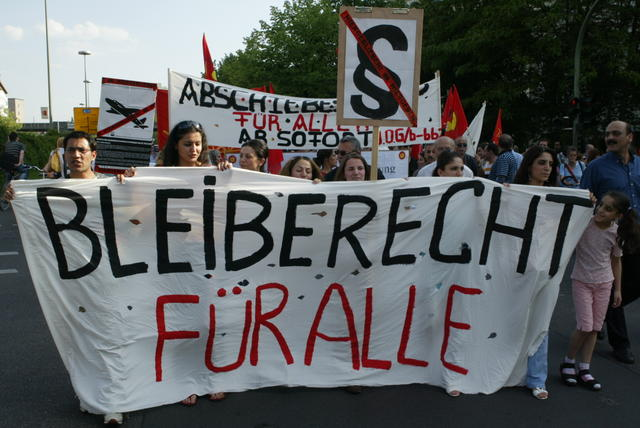
Demonstration für ein Bleiberecht aller Ausländer

Gegner der Abschiebung verweisen auf die Konsequenzen für die Betroffenen und hier vor allem auf die Tatsache, dass Behördenentscheidungen unter der realen Situation unperfekter Information fehleranfällig sind. Die Rechtslage in Deutschland verbietet eine Abschiebung, wenn dem Betroffenen die Todesstrafe droht oder eine erhebliche konkrete Gefahr für Leben, Gesundheit oder Freiheit besteht (§ 60 Abs. 3 und Abs. 7 Satz 1 AufenthG). Auch ohne solche konkreten Gefahren kann ein Abgeschobener in eine lebensbedrohliche Situation geraten, wenn Beteiligte am Abschiebungsverfahren die Gefährdungssituation des (später) Abgeschobenen unterschätzen.
Abschiebungen aus der Bundesrepublik Deutschland sind des Öfteren von kritischer öffentlicher Aufmerksamkeit begleitet worden, so zum Beispiel die drohende Abschiebung des Berufsschülers Asef N. am 31. Mai 2017, bei der es zu Auseinandersetzungen zwischen Polizisten und 300 Abschiebungsgegnern kam. Aufmerksamkeit bekam ebenfalls die Abschiebung von 69 Afghanen am 4. Juli 2018, bei der es sich um die bis dato höchste Zahl an Abgeschobenen in einem Flugzeug handelte und bei der eine der Personen rechtswidrig abgeschoben wurde. Wenige Tage nach der Abschiebung starb einer der Abgeschobenen durch Suizid.
Aufmerksamkeit erregte auch der Fall Sami A., eines als Gefährder eingestuften Tunesiers, dessen Abschiebung am 13. Juli 2018 erfolgte. Das Verwaltungsgericht Gelsenkirchen hatte am Abend zuvor ein Abschiebeverbot ausgesprochen, dieses aber erst am Morgen des 13. Juli übermittelt. Nach der Abschiebung ordnete es in einer Eilentscheidung seine Rückholung an, wogegen die Stadt Bochum beim Oberverwaltungsgericht für das Land Nordrhein-Westfalen Beschwerde einlegte. Der nordrhein-westfälische Flüchtlingsminister Joachim Stamp erklärte, er habe erst am Tag der Abschiebung kurz vor 9 Uhr von einem Abschiebeverbot erfahren, zu diesem Zeitpunkt aber keine Möglichkeit mehr gesehen, noch einzugreifen. Die Bundespolizei äußerte gegenüber den Medien, die Abschiebung hätte selbst noch nach der Landung des Flugzeugs um 9:08 bis zur Übergabe an die tunesischen Behörden um 9:14 Uhr verhindert werden können.
Das häufige Scheitern von Abschiebungen wird regelmäßig thematisiert. So scheiterten etwa nach Medienberichten vom Februar 2019 unter Berufung auf Angaben der Bundespolizei mehr als die Hälfte aller geplanten Abschiebungen im Jahr 2018. Von den 57.035 vorgesehenen Rückführungen kamen 30.921 nicht zustande. 2018 wurden mehr als 27.000 zur Abschiebung vorgesehene Ausländer von den Bundesländern nicht wie geplant an die Bundespolizei übergeben. Gründe für die abgesagten Übergaben waren nach Angaben des damaligen Bundesinnenministers Horst Seehofer (CSU), dass die Betroffenen „nicht auffindbar“ waren oder „nicht über die erforderlichen Reisedokumente verfügten“.

## Schweiz

Entwicklung von Asylgesuchen, Asylgewährungen und Rückführungen in Heimatstaaten, Drittstaaten oder Dublinstaaten in der Schweiz

Der Schweizer Begriff lautet Ausschaffung. Eine Ausschaffung kann verfügt werden, wenn eine Person ohne Aufenthaltsgenehmigung eine Frist, die zur Ausreise gesetzt wurde verstreichen lässt bzw. wenn ein rechtskräftiger Aus- oder Wegweisungsentscheid für Personen in Haft vorliegt. Zuständig sind die kantonalen Behörden (Art. 69 AIG).
Am 10. Juli 2007 lancierte die Schweizerische Volkspartei (SVP) eine die eidgenössische Volksinitiative «Für die Ausschaffung krimineller Ausländer (Ausschaffungsinitiative)», die festhielt, dass Personen, die eine gewisse (meist schwere) Straftat oder Sozialhilfebetrug begangen haben, ausgewiesen werden müssen. Der Bundesrat empfahl die Initiative zur Ablehnung, weil sie die das Verhältnismässigkeitsprinzip verletze, indem Personen, die eine der Katalogstraftaten begangen haben, automatisch abgeschoben werden müssten. Ausserdem drohten Verletzungen des Rechts auf Privat- und Familienleben (Art. 10 und 13 BV; Art. 8 EMRK). Um dem Verhältnismässigkeitsprinzip Rechnung zu tragen, sah das Parlament in der Umsetzung der Initiative eine Härtefallklausel vor (Art. 66a StGB).
Die Initiative kam zusammen mit einem direkten Gegenentwurf am 28. November 2010 zur Abstimmung und wurde mit einer Mehrheit von 52,9 Prozent angenommen. Der Gegenentwurf wurde mit 54,2 Prozent abgelehnt.
Im Juni 2024 hat das Parlament den Bundesrat angewiesen, abgewiesene Asylbewerber aus Eritrea in ein Transitland zu verbringen. Er muss zu diesem Zweck ein Transitland finden und mit diesem einen entsprechenden Vertrag abschließen. Eritrea nimmt seit mehreren Jahren keine abzuschiebenden Personen mehr auf. Schon 2002 handelte die damalige Justizministerin Ruth Metzler ein Transitabkommen mit Senegal aus. Dieses war nie in Kraft getreten und sah vor, dass abgewiesene Asylbewerber innert 72 Stunden von der konsularischen Vertretung des Ziellandes identifiziert und mit einem Reisedokument ausgestattet würden. Würde diese Frist erfolglos verstreichen, hätte die Schweiz den Asylbewerber wieder in die Schweiz bringen müssen.

## Österreich
Die zwangsweise Außerlandesbringung eines Fremden, gegen den eine Rückkehrentscheidung, eine Anordnung zur Außerlandesbringung, eine Ausweisung oder ein Aufenthaltsverbot vorliegen.
„Knapp 5.900 freiwillige und zwangsweise Außerlandesbringungen haben im ersten Halbjahr in Österreich stattgefunden. Das entspricht einer Steigerung von 20 Prozent zum Vergleichszeitraum des Vorjahres. Diese Zahlen hat Innenminister Gerhard Karner (ÖVP) (...) bei einer Pressekonferenz in Wien präsentiert.“ „Vorwürfe, österreichische Polizistinnen und Polizisten würden sich an der serbisch-ungarischen Grenze im Rahmen der Operation Fox indirekt an illegalen Pushbacks beteiligen, wies Karner zurück.“

## Frankreich
Der französische Begriff lautet expulsion. 2013 wurden etwa 27.000 Menschen abgeschoben. 20.800 davon waren éloignements d’étrangers en situation irrégulière (die übrigen waren régularisations).

## Saudi-Arabien
Saudi-Arabien schob zwischen 2012 und 2015 243.000 Personen nach Pakistan ab. Von Oktober 2016 bis Februar 2017 wurden 40.000 Pakistanis abgeschoben. Bei den Abgeschobenen handelte es sich um ehemalige Migranten, die zuvor zum Arbeiten ins Königreich gekommen waren. Nach offiziellen Angaben wurden sie wegen Verstoßes gegen die Visabestimmungen und aus Sicherheitsbedenken abgeschoben. Beobachter gingen jedoch davon aus, dass es zu den Massenabschiebungen kam, um Unruhen vorzubeugen, zu denen es wegen ausbleibender Löhne gekommen war.

## Europäische Union

### Rückführung von Drittstaatsangehörigen
In EU-Recht ist statt von „Abschiebung“ meist von „Rückführung“ die Rede, was juristisch dasselbe bedeutet. Die Europäische Union erließ im Dezember 2008 gemeinsame Normen über das Verfahren in den Mitgliedstaaten zur Rückführung illegal aufhältiger Drittstaatsangehöriger. Abschiebehaft kann hiernach bis zu sechs Monate, in Ausnahmefällen bis zu 18 Monate verhängt werden. Das Wiedereinreiseverbot wurde auf fünf Jahre begrenzt und es wurden Mindeststandards für das Abschiebeverfahren definiert. Wegen der Einzelheiten vgl. den Hauptartikel → Rückführungsrichtlinie.
Der Europäische Gerichtshof (EuGH) hat in einem Urteil bestätigt, dass die Rückführungsrichtlinie es den Mitgliedstaaten nicht verbietet, eine nach einer Abschiebung erfolgte erneute, illegale Einreise als Straftat einzustufen. Die Grundrechte und die Grundsätze der Genfer Flüchtlingskonvention müssen hierfür allerdings gewahrt bleiben.
Für die Überstellung eines Asylbewerbers an den für das Asylverfahren zuständigen Mitgliedstaat sehen die Dublin-Verordnungen und ihre Durchführungsverordnung mehrere Möglichkeiten vor. Einerseits kann sie durch eine Rückführung geschehen (entweder als kontrollierte Ausreise, bei welcher der Ausländer bis zum deutschen Bahnhof oder Flughafen begleitet wird, oder aber als begleitete Überstellung, bei welcher der Ausländer von Polizisten im Flugzeug, Auto oder Zug bis in das zuständige EU-Land gebracht wird). Andererseits besteht die Möglichkeit einer selbstorganisierten Überstellung, bei welcher der Ausländer freiwillig ausreist und sich danach bei den Behörden des zuständigen Mitgliedstaats meldet. Es bleibt dem Mitgliedstaat überlassen, welche Überstellungsform er vorsieht. Bei entsprechender Initiative des Asylbewerbers müssen die für den Vollzug von Dublin-Überstellungen zuständigen Ausländerbehörden jedoch aus Gründen der Verhältnismäßigkeit prüfen, ob dem Betroffenen ausnahmsweise anstelle der Rückführung eine von ihm selbst organisierte und finanzierte Überstellung ermöglicht werden kann, sofern gesichert erscheint, dass er sich freiwillig in den anderen Mitgliedstaat begibt und sich dort fristgerecht bei der zuständigen Behörde meldet. Denkbar ist dies zum Beispiel dann, wenn er selbst eine Familienzusammenführung im anderen Mitgliedstaat wünscht.
Der EuGH entschied im März 2019, dass die Überstellung eines Asylbewerbers nach Dublin-III in einen anderen Mitgliedstaat auch dann möglich ist, wenn dort Sozialleistungen fehlen, es sei denn, er würde dort in extreme materielle Not versetzt, die gegen das Verbot unmenschlicher oder erniedrigender Behandlung (Artikel 4 EU-Grundrechtecharta bzw. Artikel 3 EMRK) verstoßen würde. Dabei ist allerdings außergewöhnlichen Umständen in Fällen besonders verletzbarer Personen gesondert Rechnung zu tragen.

## Europarat
Das Ministerkomitee des Europarats verfasste am 4. Mai 2005 20 Leitlinien zur Abschiebung, darunter Leitlinie 1 zur freiwilligen Rückkehr, Leitlinie 2 zur Verfügung über die Abschiebung, Leitlinie 3 zum Verbot kollektiver Ausweisungen, Leitlinie 4 zur Mitteilung der Verfügung über die Abschiebung, Leitlinie 5 zum Rechtsbehelf gegen die Verfügung über die Abschiebung, Leitlinien 6 bis 11 zur Abschiebehaft, Leitlinien 12 und 13 zu Zusammenarbeit und Verpflichtungen der Staaten, Leitlinie 14 zur Staatenlosigkeit und Leitlinien 15 bis 20 zur erzwungenen Abschiebung.

## Vereinigte Staaten

Die Anzahl der Abschiebungen in den USA stieg nach 1995 stark

### Ausmaß der Abschiebung
Die USA schoben im Haushaltsjahr 2012 mit 410.000 Personen die bislang größte Zahl an illegalen Einwanderern ab. 2016 wurden noch 240.255 Menschen abgeschoben. Obwohl US-Präsident Donald Trump mehr Abschiebungen angekündigt hatte, werden im Haushaltsjahr 2017 nach Einschätzungen vom September 2017 etwas weniger Abschiebungen stattfinden als im Haushaltsjahr 2016. Zwar hatte die ICE viele Personen verhaftet, die zuvor als illegale Einwanderer im Land gelebt hatten, doch nutzen viele Verhaftete die zur Verfügung stehenden rechtlichen Mittel, um ihrer Abschiebung möglicherweise zu entgehen. So waren 2017 etwa 600.000 entsprechende Verfahren vor den Gerichten anhängig, die das Justizsystem zu überlasten drohten.
Nach Angaben von ICE sind unter den Abgeschobenen jährlich Zehntausende, die nach eigenen Angaben Elternteil eines Kindes mit US-amerikanischer Staatsangehörigkeit sind.

## Wiederaufnahme in den Rückkehrländern
Die Rücknahme erfordert die Bereitschaft des Rückkehrlandes, ggf. bei der Ausstellung von Reisedokumenten mitzuarbeiten und die Abgeschobenen wieder aufzunehmen. Zu diesem Zweck werden Rücknahmeabkommen getroffen.
In Afghanistan droht abgeschobenen Flüchtlingen Gewalt und Diskriminierung, da sie von den Taliban als Gegner betrachtet werden.